# Tour de France Femmes 2025
Tour de France Femmes 2025 var den 4. udgave af det franske etapeløb Tour de France Femmes. Løbet fandt sted fra den 26. juli til den 3. august 2025. Starten gik i Vannes, med en første etape på 79 kilometer til Plumelec. Det var første gang at løbet havde ni etaper.

## Etaperne
| Etape    | Dato     | Start – Mål                    | type              | Afstand (km) | Elevation (m) | Etapevinder            | Førende rytter         |
| -------- | -------- | ------------------------------ | ----------------- | ------------ | ------------- | ---------------------- | ---------------------- |
| 1. etape | 26. jul. | Vannes – Plumelec              | kuperet etape     | 78,8         | 926 m         | Marianne Vos           | Marianne Vos           |
| 2. etape | 27. jul. | Brest – Quimper                | flad etape        | 110,4        | 1.651 m       | Mavi García            | Kimberley Le Court     |
| 3. etape | 28. jul. | La Gacilly – Angers            | flad etape        | 163,5        | 1.050 m       | Lorena Wiebes          | Marianne Vos           |
| 4. etape | 29. jul. | Saumur – Poitiers              | flad etape        | 130,7        | 748 m         | Lorena Wiebes          | Marianne Vos           |
| 5. etape | 30. jul. | Chasseneuil-du-Poitou – Guéret | middel bjergetape | 165,8        | 1.861 m       | Kimberley Le Court     | Kimberley Le Court     |
| 6. etape | 31. jul. | Clermont-Ferrand – Ambert      | bjergetape        | 123,7        | 2.397 m       | Maëva Squiban          | Kimberley Le Court     |
| 7. etape | 1. aug.  | Bourg-en-Bresse – Chambéry     | kuperet etape     | 159,7        | 1.986 m       | Maëva Squiban          | Kimberley Le Court     |
| 8. etape | 2. aug.  | Chambéry – Col de la Madeleine | bjergetape        | 111,9        | 3.517 m       | Pauline Ferrand-Prévot | Pauline Ferrand-Prévot |
| 9. etape | 3. aug.  | Praz-sur-Arly – Châtel         | bjergetape        | 124,1        | 2.925 m       | Pauline Ferrand-Prévot | Pauline Ferrand-Prévot |

### 1. etape
| Vannes - Plumelec | kuperet etape | (78,8 km) |

| \| Etaperesultat \| Etaperesultat \| Etaperesultat \| Etaperesultat \| Etaperesultat \| \| Rytter \| Rytter \| Hold \| Tid \| \| \| ------------- \| ---------------------- \| -------------------------- \| ------------- \| ------------- \| \| 1. \| Marianne Vos \| Team Visma \\| Lease a Bike \| 1t 53' 03" \| \| \| 2. \| Kimberley Le Court \| AG Insurance-Soudal Team \| + 0" \| \| \| 3. \| Pauline Ferrand-Prévot \| Team Visma \\| Lease a Bike \| + 0" \| \| \| 4. \| Katarzyna Niewiadoma \| Canyon//SRAM zondacrypto \| + 0" \| \| \| 5. \| Demi Vollering \| FDJ-Suez \| + 3" \| \| \| 6. \| Puck Pieterse \| Fenix-Deceuninck \| + 5" \| \| \| 7. \| Anna van der Breggen \| SD Worx-Protime \| + 5" \| \| \| 8. \| Eline Jansen \| VolkerWessels \| + 9" \| \| \| 9. \| Pauliena Rooijakkers \| Fenix-Deceuninck \| + 9" \| \| \| 10. \| Georgi Pfeiffer \| Team Picnic PostNL \| + 9" \| \| |                        |                            |            |
| |                        |                            |            |
| Kilde: ProCyclingStats |                        |                            |            |
| Etaperesultat |                        |                            |            |
| Rytter | Rytter                 | Hold                       | Tid        |
| 1. | Marianne Vos           | Team Visma \| Lease a Bike | 1t 53' 03" |
| 2. | Kimberley Le Court     | AG Insurance-Soudal Team   | + 0"       |
| 3. | Pauline Ferrand-Prévot | Team Visma \| Lease a Bike | + 0"       |
| 4. | Katarzyna Niewiadoma   | Canyon//SRAM zondacrypto   | + 0"       |
| 5. | Demi Vollering         | FDJ-Suez                   | + 3"       |
| 6. | Puck Pieterse          | Fenix-Deceuninck           | + 5"       |
| 7. | Anna van der Breggen   | SD Worx-Protime            | + 5"       |
| 8. | Eline Jansen           | VolkerWessels              | + 9"       |
| 9. | Pauliena Rooijakkers   | Fenix-Deceuninck           | + 9"       |
| 10. | Georgi Pfeiffer        | Team Picnic PostNL         | + 9"       |

| \| Samlede stilling \| Samlede stilling \| Samlede stilling \| Samlede stilling \| Samlede stilling \| \| Rytter \| Rytter \| Hold \| Tid \| \| \| ---------------- \| ---------------------- \| -------------------------- \| ---------------- \| ---------------- \| \| 1. \| Marianne Vos \| Team Visma \\| Lease a Bike \| 1t 52' 53" \| \| \| 2. \| Kimberley Le Court \| AG Insurance-Soudal Team \| + 4" \| \| \| 3. \| Pauline Ferrand-Prévot \| Team Visma \\| Lease a Bike \| + 6" \| \| \| 4. \| Katarzyna Niewiadoma \| Canyon//SRAM zondacrypto \| + 10" \| \| \| 5. \| Demi Vollering \| FDJ-Suez \| + 13" \| \| \| 6. \| Puck Pieterse \| Fenix-Deceuninck \| + 15" \| \| \| 7. \| Anna van der Breggen \| SD Worx-Protime \| + 15" \| \| \| 8. \| Eline Jansen \| VolkerWessels \| + 19" \| \| \| 9. \| Pauliena Rooijakkers \| Fenix-Deceuninck \| + 19" \| \| \| 10. \| Georgi Pfeiffer \| Team Picnic PostNL \| + 19" \| \| |                        |                            |            |
| |                        |                            |            |
| Kilde: ProCyclingStats |                        |                            |            |
| Samlede stilling |                        |                            |            |
| Rytter | Rytter                 | Hold                       | Tid        |
| 1. | Marianne Vos           | Team Visma \| Lease a Bike | 1t 52' 53" |
| 2. | Kimberley Le Court     | AG Insurance-Soudal Team   | + 4"       |
| 3. | Pauline Ferrand-Prévot | Team Visma \| Lease a Bike | + 6"       |
| 4. | Katarzyna Niewiadoma   | Canyon//SRAM zondacrypto   | + 10"      |
| 5. | Demi Vollering         | FDJ-Suez                   | + 13"      |
| 6. | Puck Pieterse          | Fenix-Deceuninck           | + 15"      |
| 7. | Anna van der Breggen   | SD Worx-Protime            | + 15"      |
| 8. | Eline Jansen           | VolkerWessels              | + 19"      |
| 9. | Pauliena Rooijakkers   | Fenix-Deceuninck           | + 19"      |
| 10. | Georgi Pfeiffer        | Team Picnic PostNL         | + 19"      |

### 2. etape
| Brest - Quimper | flad etape | (110,4 km) |

| \| Etaperesultat \| Etaperesultat \| Etaperesultat \| Etaperesultat \| Etaperesultat \| \| Rytter \| Rytter \| Hold \| Tid \| \| \| ------------- \| ---------------------- \| -------------------------- \| ------------- \| ------------- \| \| 1. \| Mavi García \| Liv AlUla Jayco \| 2t 44' 29" \| \| \| 2. \| Lorena Wiebes \| SD Worx-Protime \| + 3" \| \| \| 3. \| Kimberley Le Court \| AG Insurance-Soudal Team \| + 3" \| \| \| 4. \| Liane Lippert \| Movistar Team \| + 3" \| \| \| 5. \| Marianne Vos \| Team Visma \\| Lease a Bike \| + 3" \| \| \| 6. \| Katarzyna Niewiadoma \| Canyon//SRAM zondacrypto \| + 3" \| \| \| 7. \| Demi Vollering \| FDJ-Suez \| + 3" \| \| \| 8. \| Pauline Ferrand-Prévot \| Team Visma \\| Lease a Bike \| + 3" \| \| \| 9. \| Puck Pieterse \| Fenix-Deceuninck \| + 3" \| \| \| 10. \| Anna van der Breggen \| SD Worx-Protime \| + 3" \| \| |                        |                            |            |
| |                        |                            |            |
| Kilde: ProCyclingStats |                        |                            |            |
| Etaperesultat |                        |                            |            |
| Rytter | Rytter                 | Hold                       | Tid        |
| 1. | Mavi García            | Liv AlUla Jayco            | 2t 44' 29" |
| 2. | Lorena Wiebes          | SD Worx-Protime            | + 3"       |
| 3. | Kimberley Le Court     | AG Insurance-Soudal Team   | + 3"       |
| 4. | Liane Lippert          | Movistar Team              | + 3"       |
| 5. | Marianne Vos           | Team Visma \| Lease a Bike | + 3"       |
| 6. | Katarzyna Niewiadoma   | Canyon//SRAM zondacrypto   | + 3"       |
| 7. | Demi Vollering         | FDJ-Suez                   | + 3"       |
| 8. | Pauline Ferrand-Prévot | Team Visma \| Lease a Bike | + 3"       |
| 9. | Puck Pieterse          | Fenix-Deceuninck           | + 3"       |
| 10. | Anna van der Breggen   | SD Worx-Protime            | + 3"       |

| \| Samlede stilling \| Samlede stilling \| Samlede stilling \| Samlede stilling \| Samlede stilling \| \| Rytter \| Rytter \| Hold \| Tid \| \| \| ---------------- \| ---------------------- \| -------------------------- \| ---------------- \| ---------------- \| \| 1. \| Kimberley Le Court \| AG Insurance-Soudal Team \| 4t 37' 25" \| \| \| 2. \| Marianne Vos \| Team Visma \\| Lease a Bike \| + 0" \| \| \| 3. \| Pauline Ferrand-Prévot \| Team Visma \\| Lease a Bike \| + 6" \| \| \| 4. \| Katarzyna Niewiadoma \| Canyon//SRAM zondacrypto \| + 10" \| \| \| 5. \| Demi Vollering \| FDJ-Suez \| + 13" \| \| \| 6. \| Puck Pieterse \| Fenix-Deceuninck \| + 15" \| \| \| 7. \| Anna van der Breggen \| SD Worx-Protime \| + 15" \| \| \| 8. \| Pauliena Rooijakkers \| Fenix-Deceuninck \| + 19" \| \| \| 9. \| Niamh Fisher-Black \| Lidl-Trek \| + 19" \| \| \| 10. \| Chloé Dygert \| Canyon//SRAM zondacrypto \| + 19" \| \| |                        |                            |            |
| |                        |                            |            |
| Kilde: ProCyclingStats |                        |                            |            |
| Samlede stilling |                        |                            |            |
| Rytter | Rytter                 | Hold                       | Tid        |
| 1. | Kimberley Le Court     | AG Insurance-Soudal Team   | 4t 37' 25" |
| 2. | Marianne Vos           | Team Visma \| Lease a Bike | + 0"       |
| 3. | Pauline Ferrand-Prévot | Team Visma \| Lease a Bike | + 6"       |
| 4. | Katarzyna Niewiadoma   | Canyon//SRAM zondacrypto   | + 10"      |
| 5. | Demi Vollering         | FDJ-Suez                   | + 13"      |
| 6. | Puck Pieterse          | Fenix-Deceuninck           | + 15"      |
| 7. | Anna van der Breggen   | SD Worx-Protime            | + 15"      |
| 8. | Pauliena Rooijakkers   | Fenix-Deceuninck           | + 19"      |
| 9. | Niamh Fisher-Black     | Lidl-Trek                  | + 19"      |
| 10. | Chloé Dygert           | Canyon//SRAM zondacrypto   | + 19"      |

### 3. etape
| La Gacilly - Angers | flad etape | (163,5 km) |

| \| Etaperesultat \| Etaperesultat \| Etaperesultat \| Etaperesultat \| Etaperesultat \| \| Rytter \| Rytter \| Hold \| Tid \| \| \| ------------- \| -------------------- \| -------------------------- \| ------------- \| ------------- \| \| 1. \| Lorena Wiebes \| SD Worx-Protime \| 3t 41' 47" \| \| \| 2. \| Marianne Vos \| Team Visma \\| Lease a Bike \| + 0" \| \| \| 3. \| Ally Wollaston \| FDJ-Suez \| + 0" \| \| \| 4. \| Megan Jastrab \| Team Picnic PostNL \| + 0" \| \| \| 5. \| Liane Lippert \| Movistar Team \| + 0" \| \| \| 6. \| Shari Bossuyt \| AG Insurance-Soudal Team \| + 0" \| \| \| 7. \| Eline Jansen \| VolkerWessels \| + 0" \| \| \| 8. \| Katarzyna Niewiadoma \| Canyon//SRAM zondacrypto \| + 0" \| \| \| 9. \| Noemi Rüegg \| EF Education-Oatly \| + 0" \| \| \| 10. \| Lucinda Brand \| Lidl-Trek \| + 0" \| \| |                      |                            |            |
| |                      |                            |            |
| Kilde: ProCyclingStats |                      |                            |            |
| Etaperesultat |                      |                            |            |
| Rytter | Rytter               | Hold                       | Tid        |
| 1. | Lorena Wiebes        | SD Worx-Protime            | 3t 41' 47" |
| 2. | Marianne Vos         | Team Visma \| Lease a Bike | + 0"       |
| 3. | Ally Wollaston       | FDJ-Suez                   | + 0"       |
| 4. | Megan Jastrab        | Team Picnic PostNL         | + 0"       |
| 5. | Liane Lippert        | Movistar Team              | + 0"       |
| 6. | Shari Bossuyt        | AG Insurance-Soudal Team   | + 0"       |
| 7. | Eline Jansen         | VolkerWessels              | + 0"       |
| 8. | Katarzyna Niewiadoma | Canyon//SRAM zondacrypto   | + 0"       |
| 9. | Noemi Rüegg          | EF Education-Oatly         | + 0"       |
| 10. | Lucinda Brand        | Lidl-Trek                  | + 0"       |

| \| Samlede stilling \| Samlede stilling \| Samlede stilling \| Samlede stilling \| Samlede stilling \| \| Rytter \| Rytter \| Hold \| Tid \| \| \| ---------------- \| ---------------------- \| -------------------------- \| ---------------- \| ---------------- \| \| 1. \| Marianne Vos \| Team Visma \\| Lease a Bike \| 8t 19' 06" \| \| \| 2. \| Kimberley Le Court \| AG Insurance-Soudal Team \| + 6" \| \| \| 3. \| Pauline Ferrand-Prévot \| Team Visma \\| Lease a Bike \| + 12" \| \| \| 4. \| Katarzyna Niewiadoma \| Canyon//SRAM zondacrypto \| + 16" \| \| \| 5. \| Lorena Wiebes \| SD Worx-Protime \| + 16" \| \| \| 6. \| Demi Vollering \| FDJ-Suez \| + 19" \| \| \| 7. \| Anna van der Breggen \| SD Worx-Protime \| + 21" \| \| \| 8. \| Puck Pieterse \| Fenix-Deceuninck \| + 21" \| \| \| 9. \| Pauliena Rooijakkers \| Fenix-Deceuninck \| + 25" \| \| \| 10. \| Niamh Fisher-Black \| Lidl-Trek \| + 25" \| \| |                        |                            |            |
| |                        |                            |            |
| Kilde: ProCyclingStats |                        |                            |            |
| Samlede stilling |                        |                            |            |
| Rytter | Rytter                 | Hold                       | Tid        |
| 1. | Marianne Vos           | Team Visma \| Lease a Bike | 8t 19' 06" |
| 2. | Kimberley Le Court     | AG Insurance-Soudal Team   | + 6"       |
| 3. | Pauline Ferrand-Prévot | Team Visma \| Lease a Bike | + 12"      |
| 4. | Katarzyna Niewiadoma   | Canyon//SRAM zondacrypto   | + 16"      |
| 5. | Lorena Wiebes          | SD Worx-Protime            | + 16"      |
| 6. | Demi Vollering         | FDJ-Suez                   | + 19"      |
| 7. | Anna van der Breggen   | SD Worx-Protime            | + 21"      |
| 8. | Puck Pieterse          | Fenix-Deceuninck           | + 21"      |
| 9. | Pauliena Rooijakkers   | Fenix-Deceuninck           | + 25"      |
| 10. | Niamh Fisher-Black     | Lidl-Trek                  | + 25"      |

### 4. etape
| Saumur - Poitiers | flad etape | (130,7 km) |

| \| Etaperesultat \| Etaperesultat \| Etaperesultat \| Etaperesultat \| Etaperesultat \| \| Rytter \| Rytter \| Hold \| Tid \| \| \| ------------- \| ---------------------- \| ---------------------------------- \| ------------- \| ------------- \| \| 1. \| Lorena Wiebes \| SD Worx-Protime \| 2t 54' 11" \| \| \| 2. \| Marianne Vos \| Team Visma \\| Lease a Bike \| + 0" \| \| \| 3. \| Lara Gillespie \| UAE Team ADQ \| + 0" \| \| \| 4. \| Eline Jansen \| VolkerWessels \| + 0" \| \| \| 5. \| Chloé Dygert \| Canyon//SRAM zondacrypto \| + 0" \| \| \| 6. \| Shari Bossuyt \| AG Insurance-Soudal Team \| + 0" \| \| \| 7. \| Rachele Barbieri \| Team Picnic PostNL \| + 0" \| \| \| 8. \| Linda Zanetti \| Uno-X Mobility \| + 0" \| \| \| 9. \| Alicia González Blanco \| St Michel-Preference Home-Auber 93 \| + 0" \| \| \| 10. \| Sarah Van Dam \| Ceratizit Pro Cycling Team \| + 0" \| \| |                        |                                    |            |
| |                        |                                    |            |
| Kilde: ProCyclingStats |                        |                                    |            |
| Etaperesultat |                        |                                    |            |
| Rytter | Rytter                 | Hold                               | Tid        |
| 1. | Lorena Wiebes          | SD Worx-Protime                    | 2t 54' 11" |
| 2. | Marianne Vos           | Team Visma \| Lease a Bike         | + 0"       |
| 3. | Lara Gillespie         | UAE Team ADQ                       | + 0"       |
| 4. | Eline Jansen           | VolkerWessels                      | + 0"       |
| 5. | Chloé Dygert           | Canyon//SRAM zondacrypto           | + 0"       |
| 6. | Shari Bossuyt          | AG Insurance-Soudal Team           | + 0"       |
| 7. | Rachele Barbieri       | Team Picnic PostNL                 | + 0"       |
| 8. | Linda Zanetti          | Uno-X Mobility                     | + 0"       |
| 9. | Alicia González Blanco | St Michel-Preference Home-Auber 93 | + 0"       |
| 10. | Sarah Van Dam          | Ceratizit Pro Cycling Team         | + 0"       |

| \| Samlede stilling \| Samlede stilling \| Samlede stilling \| Samlede stilling \| Samlede stilling \| \| Rytter \| Rytter \| Hold \| Tid \| \| \| ---------------- \| ---------------------- \| -------------------------- \| ---------------- \| ---------------- \| \| 1. \| Marianne Vos \| Team Visma \\| Lease a Bike \| 11t 13' 11" \| \| \| 2. \| Lorena Wiebes \| SD Worx-Protime \| + 12" \| \| \| 3. \| Kimberley Le Court \| AG Insurance-Soudal Team \| + 12" \| \| \| 4. \| Pauline Ferrand-Prévot \| Team Visma \\| Lease a Bike \| + 18" \| \| \| 5. \| Katarzyna Niewiadoma \| Canyon//SRAM zondacrypto \| + 22" \| \| \| 6. \| Demi Vollering \| FDJ-Suez \| + 25" \| \| \| 7. \| Anna van der Breggen \| SD Worx-Protime \| + 27" \| \| \| 8. \| Puck Pieterse \| Fenix-Deceuninck \| + 27" \| \| \| 9. \| Niamh Fisher-Black \| Lidl-Trek \| + 31" \| \| \| 10. \| Chloé Dygert \| Canyon//SRAM zondacrypto \| + 31" \| \| |                        |                            |             |
| |                        |                            |             |
| Kilde: ProCyclingStats |                        |                            |             |
| Samlede stilling |                        |                            |             |
| Rytter | Rytter                 | Hold                       | Tid         |
| 1. | Marianne Vos           | Team Visma \| Lease a Bike | 11t 13' 11" |
| 2. | Lorena Wiebes          | SD Worx-Protime            | + 12"       |
| 3. | Kimberley Le Court     | AG Insurance-Soudal Team   | + 12"       |
| 4. | Pauline Ferrand-Prévot | Team Visma \| Lease a Bike | + 18"       |
| 5. | Katarzyna Niewiadoma   | Canyon//SRAM zondacrypto   | + 22"       |
| 6. | Demi Vollering         | FDJ-Suez                   | + 25"       |
| 7. | Anna van der Breggen   | SD Worx-Protime            | + 27"       |
| 8. | Puck Pieterse          | Fenix-Deceuninck           | + 27"       |
| 9. | Niamh Fisher-Black     | Lidl-Trek                  | + 31"       |
| 10. | Chloé Dygert           | Canyon//SRAM zondacrypto   | + 31"       |

### 5. etape
| Chasseneuil-du-Poitou - Guéret | middel bjergetape | (165,8 km) |

| \| Etaperesultat \| Etaperesultat \| Etaperesultat \| Etaperesultat \| Etaperesultat \| \| Rytter \| Rytter \| Hold \| Tid \| \| \| ------------- \| ---------------------- \| -------------------------- \| ------------- \| ------------- \| \| 1. \| Kimberley Le Court \| AG Insurance-Soudal Team \| 3t 54' 07" \| \| \| 2. \| Demi Vollering \| FDJ-Suez \| + 0" \| \| \| 3. \| Anna van der Breggen \| SD Worx-Protime \| + 0" \| \| \| 4. \| Katarzyna Niewiadoma \| Canyon//SRAM zondacrypto \| + 0" \| \| \| 5. \| Pauline Ferrand-Prévot \| Team Visma \\| Lease a Bike \| + 0" \| \| \| 6. \| Sarah Gigante \| AG Insurance-Soudal Team \| + 0" \| \| \| 7. \| Pauliena Rooijakkers \| Fenix-Deceuninck \| + 0" \| \| \| 8. \| Marianne Vos \| Team Visma \\| Lease a Bike \| + 33" \| \| \| 9. \| Évita Muzic \| FDJ-Suez \| + 33" \| \| \| 10. \| Elise Chabbey \| FDJ-Suez \| + 33" \| \| |                        |                            |            |
| |                        |                            |            |
| Kilde: ProCyclingStats |                        |                            |            |
| Etaperesultat |                        |                            |            |
| Rytter | Rytter                 | Hold                       | Tid        |
| 1. | Kimberley Le Court     | AG Insurance-Soudal Team   | 3t 54' 07" |
| 2. | Demi Vollering         | FDJ-Suez                   | + 0"       |
| 3. | Anna van der Breggen   | SD Worx-Protime            | + 0"       |
| 4. | Katarzyna Niewiadoma   | Canyon//SRAM zondacrypto   | + 0"       |
| 5. | Pauline Ferrand-Prévot | Team Visma \| Lease a Bike | + 0"       |
| 6. | Sarah Gigante          | AG Insurance-Soudal Team   | + 0"       |
| 7. | Pauliena Rooijakkers   | Fenix-Deceuninck           | + 0"       |
| 8. | Marianne Vos           | Team Visma \| Lease a Bike | + 33"      |
| 9. | Évita Muzic            | FDJ-Suez                   | + 33"      |
| 10. | Elise Chabbey          | FDJ-Suez                   | + 33"      |

| \| Samlede stilling \| Samlede stilling \| Samlede stilling \| Samlede stilling \| Samlede stilling \| \| Rytter \| Rytter \| Hold \| Tid \| \| \| ---------------- \| ---------------------- \| -------------------------- \| ---------------- \| ---------------- \| \| 1. \| Kimberley Le Court \| AG Insurance-Soudal Team \| 15t 07' 14" \| \| \| 2. \| Pauline Ferrand-Prévot \| Team Visma \\| Lease a Bike \| + 18" \| \| \| 3. \| Demi Vollering \| FDJ-Suez \| + 23" \| \| \| 4. \| Katarzyna Niewiadoma \| Canyon//SRAM zondacrypto \| + 24" \| \| \| 5. \| Anna van der Breggen \| SD Worx-Protime \| + 27" \| \| \| 6. \| Marianne Vos \| Team Visma \\| Lease a Bike \| + 37" \| \| \| 7. \| Pauliena Rooijakkers \| Fenix-Deceuninck \| + 45" \| \| \| 8. \| Sarah Gigante \| AG Insurance-Soudal Team \| + 55" \| \| \| 9. \| Puck Pieterse \| Fenix-Deceuninck \| + 1' 04" \| \| \| 10. \| Cédrine Kerbaol \| EF Education-Oatly \| + 1' 16" \| \| |                        |                            |             |
| |                        |                            |             |
| Kilde: ProCyclingStats |                        |                            |             |
| Samlede stilling |                        |                            |             |
| Rytter | Rytter                 | Hold                       | Tid         |
| 1. | Kimberley Le Court     | AG Insurance-Soudal Team   | 15t 07' 14" |
| 2. | Pauline Ferrand-Prévot | Team Visma \| Lease a Bike | + 18"       |
| 3. | Demi Vollering         | FDJ-Suez                   | + 23"       |
| 4. | Katarzyna Niewiadoma   | Canyon//SRAM zondacrypto   | + 24"       |
| 5. | Anna van der Breggen   | SD Worx-Protime            | + 27"       |
| 6. | Marianne Vos           | Team Visma \| Lease a Bike | + 37"       |
| 7. | Pauliena Rooijakkers   | Fenix-Deceuninck           | + 45"       |
| 8. | Sarah Gigante          | AG Insurance-Soudal Team   | + 55"       |
| 9. | Puck Pieterse          | Fenix-Deceuninck           | + 1' 04"    |
| 10. | Cédrine Kerbaol        | EF Education-Oatly         | + 1' 16"    |

### 6. etape
| Clermont-Ferrand - Ambert | bjergetape | (123,7 km) |

| \| Etaperesultat \| Etaperesultat \| Etaperesultat \| Etaperesultat \| Etaperesultat \| \| Rytter \| Rytter \| Hold \| Tid \| \| \| ------------- \| ---------------------- \| -------------------------- \| ------------- \| ------------- \| \| 1. \| Maëva Squiban \| UAE Team ADQ \| 3t 20' 46" \| \| \| 2. \| Juliette Labous \| FDJ-Suez \| + 1' 09" \| \| \| 3. \| Kimberley Le Court \| AG Insurance-Soudal Team \| + 1' 13" \| \| \| 4. \| Demi Vollering \| FDJ-Suez \| + 1' 13" \| \| \| 5. \| Dominika Włodarczyk \| UAE Team ADQ \| + 1' 13" \| \| \| 6. \| Margot Vanpachtenbeke \| VolkerWessels \| + 1' 13" \| \| \| 7. \| Pauline Ferrand-Prévot \| Team Visma \\| Lease a Bike \| + 1' 13" \| \| \| 8. \| Magdeleine Vallieres \| EF Education-Oatly \| + 1' 13" \| \| \| 9. \| Pauliena Rooijakkers \| Fenix-Deceuninck \| + 1' 13" \| \| \| 10. \| Puck Pieterse \| Fenix-Deceuninck \| + 1' 13" \| \| |                        |                            |            |
| |                        |                            |            |
| Kilde: ProCyclingStats |                        |                            |            |
| Etaperesultat |                        |                            |            |
| Rytter | Rytter                 | Hold                       | Tid        |
| 1. | Maëva Squiban          | UAE Team ADQ               | 3t 20' 46" |
| 2. | Juliette Labous        | FDJ-Suez                   | + 1' 09"   |
| 3. | Kimberley Le Court     | AG Insurance-Soudal Team   | + 1' 13"   |
| 4. | Demi Vollering         | FDJ-Suez                   | + 1' 13"   |
| 5. | Dominika Włodarczyk    | UAE Team ADQ               | + 1' 13"   |
| 6. | Margot Vanpachtenbeke  | VolkerWessels              | + 1' 13"   |
| 7. | Pauline Ferrand-Prévot | Team Visma \| Lease a Bike | + 1' 13"   |
| 8. | Magdeleine Vallieres   | EF Education-Oatly         | + 1' 13"   |
| 9. | Pauliena Rooijakkers   | Fenix-Deceuninck           | + 1' 13"   |
| 10. | Puck Pieterse          | Fenix-Deceuninck           | + 1' 13"   |

| \| Samlede stilling \| Samlede stilling \| Samlede stilling \| Samlede stilling \| Samlede stilling \| \| Rytter \| Rytter \| Hold \| Tid \| \| \| ---------------- \| ---------------------- \| -------------------------- \| ---------------- \| ---------------- \| \| 1. \| Kimberley Le Court \| AG Insurance-Soudal Team \| 18t 29' 05" \| \| \| 2. \| Pauline Ferrand-Prévot \| Team Visma \\| Lease a Bike \| + 26" \| \| \| 3. \| Katarzyna Niewiadoma \| Canyon//SRAM zondacrypto \| + 30" \| \| \| 4. \| Demi Vollering \| FDJ-Suez \| + 31" \| \| \| 5. \| Anna van der Breggen \| SD Worx-Protime \| + 35" \| \| \| 6. \| Pauliena Rooijakkers \| Fenix-Deceuninck \| + 53" \| \| \| 7. \| Sarah Gigante \| AG Insurance-Soudal Team \| + 1' 03" \| \| \| 8. \| Puck Pieterse \| Fenix-Deceuninck \| + 1' 12" \| \| \| 9. \| Cédrine Kerbaol \| EF Education-Oatly \| + 1' 24" \| \| \| 10. \| Évita Muzic \| FDJ-Suez \| + 1' 24" \| \| |                        |                            |             |
| |                        |                            |             |
| Kilde: ProCyclingStats |                        |                            |             |
| Samlede stilling |                        |                            |             |
| Rytter | Rytter                 | Hold                       | Tid         |
| 1. | Kimberley Le Court     | AG Insurance-Soudal Team   | 18t 29' 05" |
| 2. | Pauline Ferrand-Prévot | Team Visma \| Lease a Bike | + 26"       |
| 3. | Katarzyna Niewiadoma   | Canyon//SRAM zondacrypto   | + 30"       |
| 4. | Demi Vollering         | FDJ-Suez                   | + 31"       |
| 5. | Anna van der Breggen   | SD Worx-Protime            | + 35"       |
| 6. | Pauliena Rooijakkers   | Fenix-Deceuninck           | + 53"       |
| 7. | Sarah Gigante          | AG Insurance-Soudal Team   | + 1' 03"    |
| 8. | Puck Pieterse          | Fenix-Deceuninck           | + 1' 12"    |
| 9. | Cédrine Kerbaol        | EF Education-Oatly         | + 1' 24"    |
| 10. | Évita Muzic            | FDJ-Suez                   | + 1' 24"    |

### 7. etape
| Bourg-en-Bresse - Chambéry | kuperet etape | (159,7 km) |

| \| Etaperesultat \| Etaperesultat \| Etaperesultat \| Etaperesultat \| Etaperesultat \| \| Rytter \| Rytter \| Hold \| Tid \| \| \| ------------- \| -------------------- \| ------------------------ \| ------------- \| ------------- \| \| 1. \| Maëva Squiban \| UAE Team ADQ \| 3t 58' 26" \| \| \| 2. \| Cédrine Kerbaol \| EF Education-Oatly \| + 51" \| \| \| 3. \| Ruth Winder \| Human Powered Health \| + 51" \| \| \| 4. \| Shirin van Anrooij \| Lidl-Trek \| + 53" \| \| \| 5. \| Dominika Włodarczyk \| UAE Team ADQ \| + 1' 00" \| \| \| 6. \| Kimberley Le Court \| AG Insurance-Soudal Team \| + 1' 00" \| \| \| 7. \| Anna van der Breggen \| SD Worx-Protime \| + 1' 00" \| \| \| 8. \| Demi Vollering \| FDJ-Suez \| + 1' 00" \| \| \| 9. \| Katarzyna Niewiadoma \| Canyon//SRAM zondacrypto \| + 1' 00" \| \| \| 10. \| Niamh Fisher-Black \| Lidl-Trek \| + 1' 00" \| \| |                      |                          |            |
| |                      |                          |            |
| Kilde: ProCyclingStats |                      |                          |            |
| Etaperesultat |                      |                          |            |
| Rytter | Rytter               | Hold                     | Tid        |
| 1. | Maëva Squiban        | UAE Team ADQ             | 3t 58' 26" |
| 2. | Cédrine Kerbaol      | EF Education-Oatly       | + 51"      |
| 3. | Ruth Winder          | Human Powered Health     | + 51"      |
| 4. | Shirin van Anrooij   | Lidl-Trek                | + 53"      |
| 5. | Dominika Włodarczyk  | UAE Team ADQ             | + 1' 00"   |
| 6. | Kimberley Le Court   | AG Insurance-Soudal Team | + 1' 00"   |
| 7. | Anna van der Breggen | SD Worx-Protime          | + 1' 00"   |
| 8. | Demi Vollering       | FDJ-Suez                 | + 1' 00"   |
| 9. | Katarzyna Niewiadoma | Canyon//SRAM zondacrypto | + 1' 00"   |
| 10. | Niamh Fisher-Black   | Lidl-Trek                | + 1' 00"   |

| \| Samlede stilling \| Samlede stilling \| Samlede stilling \| Samlede stilling \| Samlede stilling \| \| Rytter \| Rytter \| Hold \| Tid \| \| \| ---------------- \| ---------------------- \| -------------------------- \| ---------------- \| ---------------- \| \| 1. \| Kimberley Le Court \| AG Insurance-Soudal Team \| 22t 28' 31" \| \| \| 2. \| Pauline Ferrand-Prévot \| Team Visma \\| Lease a Bike \| + 26" \| \| \| 3. \| Katarzyna Niewiadoma \| Canyon//SRAM zondacrypto \| + 30" \| \| \| 4. \| Demi Vollering \| FDJ-Suez \| + 31" \| \| \| 5. \| Anna van der Breggen \| SD Worx-Protime \| + 35" \| \| \| 6. \| Pauliena Rooijakkers \| Fenix-Deceuninck \| + 1' 04" \| \| \| 7. \| Cédrine Kerbaol \| EF Education-Oatly \| + 1' 09" \| \| \| 8. \| Sarah Gigante \| AG Insurance-Soudal Team \| + 1' 14" \| \| \| 9. \| Évita Muzic \| FDJ-Suez \| + 1' 35" \| \| \| 10. \| Juliette Labous \| FDJ-Suez \| + 1' 35" \| \| |                        |                            |             |
| |                        |                            |             |
| Kilde: ProCyclingStats |                        |                            |             |
| Samlede stilling |                        |                            |             |
| Rytter | Rytter                 | Hold                       | Tid         |
| 1. | Kimberley Le Court     | AG Insurance-Soudal Team   | 22t 28' 31" |
| 2. | Pauline Ferrand-Prévot | Team Visma \| Lease a Bike | + 26"       |
| 3. | Katarzyna Niewiadoma   | Canyon//SRAM zondacrypto   | + 30"       |
| 4. | Demi Vollering         | FDJ-Suez                   | + 31"       |
| 5. | Anna van der Breggen   | SD Worx-Protime            | + 35"       |
| 6. | Pauliena Rooijakkers   | Fenix-Deceuninck           | + 1' 04"    |
| 7. | Cédrine Kerbaol        | EF Education-Oatly         | + 1' 09"    |
| 8. | Sarah Gigante          | AG Insurance-Soudal Team   | + 1' 14"    |
| 9. | Évita Muzic            | FDJ-Suez                   | + 1' 35"    |
| 10. | Juliette Labous        | FDJ-Suez                   | + 1' 35"    |

### 8. etape
| Chambéry - Col de la Madeleine | bjergetape | (111,9 km) |

| \| Etaperesultat \| Etaperesultat \| Etaperesultat \| Etaperesultat \| Etaperesultat \| \| Rytter \| Rytter \| Hold \| Tid \| \| \| ------------- \| ---------------------- \| -------------------------- \| ------------- \| ------------- \| \| 1. \| Pauline Ferrand-Prévot \| Team Visma \\| Lease a Bike \| 3t 47' 24" \| \| \| 2. \| Sarah Gigante \| AG Insurance-Soudal Team \| + 1' 45" \| \| \| 3. \| Niamh Fisher-Black \| Lidl-Trek \| + 2' 15" \| \| \| 4. \| Demi Vollering \| FDJ-Suez \| + 3' 03" \| \| \| 5. \| Yara Kastelijn \| Fenix-Deceuninck \| + 3' 03" \| \| \| 6. \| Cédrine Kerbaol \| EF Education-Oatly \| + 3' 18" \| \| \| 7. \| Dominika Włodarczyk \| UAE Team ADQ \| + 3' 22" \| \| \| 8. \| Katarzyna Niewiadoma \| Canyon//SRAM zondacrypto \| + 3' 26" \| \| \| 9. \| Pauliena Rooijakkers \| Fenix-Deceuninck \| + 3' 38" \| \| \| 10. \| Marion Bunel \| Team Visma \\| Lease a Bike \| + 4' 31" \| \| |                        |                            |            |
| |                        |                            |            |
| Kilde: ProCyclingStats |                        |                            |            |
| Etaperesultat |                        |                            |            |
| Rytter | Rytter                 | Hold                       | Tid        |
| 1. | Pauline Ferrand-Prévot | Team Visma \| Lease a Bike | 3t 47' 24" |
| 2. | Sarah Gigante          | AG Insurance-Soudal Team   | + 1' 45"   |
| 3. | Niamh Fisher-Black     | Lidl-Trek                  | + 2' 15"   |
| 4. | Demi Vollering         | FDJ-Suez                   | + 3' 03"   |
| 5. | Yara Kastelijn         | Fenix-Deceuninck           | + 3' 03"   |
| 6. | Cédrine Kerbaol        | EF Education-Oatly         | + 3' 18"   |
| 7. | Dominika Włodarczyk    | UAE Team ADQ               | + 3' 22"   |
| 8. | Katarzyna Niewiadoma   | Canyon//SRAM zondacrypto   | + 3' 26"   |
| 9. | Pauliena Rooijakkers   | Fenix-Deceuninck           | + 3' 38"   |
| 10. | Marion Bunel           | Team Visma \| Lease a Bike | + 4' 31"   |

| \| Samlede stilling \| Samlede stilling \| Samlede stilling \| Samlede stilling \| Samlede stilling \| \| Rytter \| Rytter \| Hold \| Tid \| \| \| ---------------- \| ---------------------- \| -------------------------- \| ---------------- \| ---------------- \| \| 1. \| Pauline Ferrand-Prévot \| Team Visma \\| Lease a Bike \| 26t 16' 11" \| \| \| 2. \| Sarah Gigante \| AG Insurance-Soudal Team \| + 2' 37" \| \| \| 3. \| Demi Vollering \| FDJ-Suez \| + 3' 18" \| \| \| 4. \| Katarzyna Niewiadoma \| Canyon//SRAM zondacrypto \| + 3' 40" \| \| \| 5. \| Cédrine Kerbaol \| EF Education-Oatly \| + 4' 11" \| \| \| 6. \| Pauliena Rooijakkers \| Fenix-Deceuninck \| + 4' 26" \| \| \| 7. \| Dominika Włodarczyk \| UAE Team ADQ \| + 5' 02" \| \| \| 8. \| Niamh Fisher-Black \| Lidl-Trek \| + 5' 52" \| \| \| 9. \| Évita Muzic \| FDJ-Suez \| + 5' 58" \| \| \| 10. \| Juliette Labous \| FDJ-Suez \| + 7' 14" \| \| |                        |                            |             |
| |                        |                            |             |
| Kilde: ProCyclingStats |                        |                            |             |
| Samlede stilling |                        |                            |             |
| Rytter | Rytter                 | Hold                       | Tid         |
| 1. | Pauline Ferrand-Prévot | Team Visma \| Lease a Bike | 26t 16' 11" |
| 2. | Sarah Gigante          | AG Insurance-Soudal Team   | + 2' 37"    |
| 3. | Demi Vollering         | FDJ-Suez                   | + 3' 18"    |
| 4. | Katarzyna Niewiadoma   | Canyon//SRAM zondacrypto   | + 3' 40"    |
| 5. | Cédrine Kerbaol        | EF Education-Oatly         | + 4' 11"    |
| 6. | Pauliena Rooijakkers   | Fenix-Deceuninck           | + 4' 26"    |
| 7. | Dominika Włodarczyk    | UAE Team ADQ               | + 5' 02"    |
| 8. | Niamh Fisher-Black     | Lidl-Trek                  | + 5' 52"    |
| 9. | Évita Muzic            | FDJ-Suez                   | + 5' 58"    |
| 10. | Juliette Labous        | FDJ-Suez                   | + 7' 14"    |

### 9. etape
| Praz-sur-Arly - Châtel | bjergetape | (124,1 km) |

| \| Etaperesultat \| Etaperesultat \| Etaperesultat \| Etaperesultat \| Etaperesultat \| \| Rytter \| Rytter \| Hold \| Tid \| \| \| ------------- \| ---------------------- \| -------------------------- \| ------------- \| ------------- \| \| 1. \| Pauline Ferrand-Prévot \| Team Visma \\| Lease a Bike \| 3t 38' 23" \| \| \| 2. \| Demi Vollering \| FDJ-Suez \| + 20" \| \| \| 3. \| Katarzyna Niewiadoma \| Canyon//SRAM zondacrypto \| + 23" \| \| \| 4. \| Niamh Fisher-Black \| Lidl-Trek \| + 23" \| \| \| 5. \| Dominika Włodarczyk \| UAE Team ADQ \| + 33" \| \| \| 6. \| Juliette Labous \| FDJ-Suez \| + 1' 49" \| \| \| 7. \| Sarah Gigante \| AG Insurance-Soudal Team \| + 3' 53" \| \| \| 8. \| Cédrine Kerbaol \| EF Education-Oatly \| + 9' 22" \| \| \| 9. \| Pauliena Rooijakkers \| Fenix-Deceuninck \| + 9' 23" \| \| \| 10. \| Nadia Gontova \| Winspace Orange Seal \| + 9' 26" \| \| |                        |                            |            |
| |                        |                            |            |
| Kilde: ProCyclingStats |                        |                            |            |
| Etaperesultat |                        |                            |            |
| Rytter | Rytter                 | Hold                       | Tid        |
| 1. | Pauline Ferrand-Prévot | Team Visma \| Lease a Bike | 3t 38' 23" |
| 2. | Demi Vollering         | FDJ-Suez                   | + 20"      |
| 3. | Katarzyna Niewiadoma   | Canyon//SRAM zondacrypto   | + 23"      |
| 4. | Niamh Fisher-Black     | Lidl-Trek                  | + 23"      |
| 5. | Dominika Włodarczyk    | UAE Team ADQ               | + 33"      |
| 6. | Juliette Labous        | FDJ-Suez                   | + 1' 49"   |
| 7. | Sarah Gigante          | AG Insurance-Soudal Team   | + 3' 53"   |
| 8. | Cédrine Kerbaol        | EF Education-Oatly         | + 9' 22"   |
| 9. | Pauliena Rooijakkers   | Fenix-Deceuninck           | + 9' 23"   |
| 10. | Nadia Gontova          | Winspace Orange Seal       | + 9' 26"   |

## Trøjernes fordeling igennem løbet
| Etape    |                   | Vinder _               | Samlede stilling       | Pointtrøje    | Bjergtrøje    | Ungdomstrøje | Mest angrebsivrige | Holdkonkurrence |
| -------- | ----------------- | ---------------------- | ---------------------- | ------------- | ------------- | ------------ | ------------------ | --------------- |
| 1. etape | kuperet etape     | Marianne Vos           | Marianne Vos           | Marianne Vos  | Elise Chabbey | Julie Bego   | Franziska Koch     | FDJ-Suez        |
| 2. etape | flad etape        | Mavi García            | Kimberley Le Court     | Marianne Vos  | Elise Chabbey | Julie Bego   | Maëva Squiban      | FDJ-Suez        |
| 3. etape | flad etape        | Lorena Wiebes          | Marianne Vos           | Lorena Wiebes | Elise Chabbey | ikke uddelt  | Clémence Latimier  | FDJ-Suez        |
| 4. etape | flad etape        | Lorena Wiebes          | Marianne Vos           | Lorena Wiebes | Elise Chabbey | Julie Bego   | Franziska Koch     | FDJ-Suez        |
| 5. etape | middel bjergetape | Kimberley Le Court     | Kimberley Le Court     | Lorena Wiebes | Elise Chabbey | Julie Bego   | Brodie Chapman     | FDJ-Suez        |
| 6. etape | bjergetape        | Maëva Squiban          | Kimberley Le Court     | Lorena Wiebes | Elise Chabbey | Julie Bego   | Maëva Squiban      | FDJ-Suez        |
| 7. etape | kuperet etape     | Maëva Squiban          | Kimberley Le Court     | Lorena Wiebes | Elise Chabbey | Nienke Vinke | Maëva Squiban      | FDJ-Suez        |
| 8. etape | bjergetape        | Pauline Ferrand-Prévot | Pauline Ferrand-Prévot | Lorena Wiebes | Elise Chabbey | Nienke Vinke | Niamh Fisher-Black | FDJ-Suez        |
| 9. etape | bjergetape        | Pauline Ferrand-Prévot | Pauline Ferrand-Prévot | Lorena Wiebes | Elise Chabbey | Nienke Vinke | Maëva Squiban      | FDJ-Suez        |
| Samlet   | Samlet            |                        | Pauline Ferrand-Prévot | Lorena Wiebes | Elise Chabbey | Nienke Vinke | Maëva Squiban      | FDJ-Suez        |

## Hold og ryttere
| UCI Women's WorldTeams (15)- AG Insurance-Soudal Team - Canyon//SRAM zondacrypto - Ceratizit Pro Cycling Team - FDJ-Suez - Lidl-Trek - Movistar Team - Roland Le Dévoluy - Team Picnic PostNL - Team SD Worx-Protime - Team Visma \| Lease a Bike - UAE Team ADQ - Fenix-Deceuninck - Human Powered Health - Liv AlUla Jayco - Uno-X Mobility UCI Women's ProTeams (7)- Arkéa-B&B Hotels Women - Cofidis Women Team - EF Education-Oatly - VolkerWessels Women's Pro Cycling Team - Winspace Orange Seal - St Michel-Preference Home-Auber93 - Laboral Kutxa-Fundación Euskadi |
| |

### Danske ryttere
| Danske ryttere på startlisten |                       |                          |           |
| Rygnummer                     | Rytter                | Hold                     | Placering |
| 5                             | Cecilie Uttrup Ludwig | Canyon//SRAM zondacrypto |           |
| 85                            | Emma Norsgaard        | Lidl-Trek                |           |
| 135                           | Rebecca Koerner       | Uno-X Mobility           |           |
| 144                           | Amalie Dideriksen     | Cofidis                  |           |

* DNF = gennemførte ikke

### Startliste
| Canyon//SRAM zondacrypto CSZ              | Canyon//SRAM zondacrypto CSZ   | Canyon//SRAM zondacrypto CSZ |
| ----------------------------------------- | ------------------------------ | ---------------------------- |
| Nr.                                       | Rytter                         | Placering                    |
| 1                                         | Katarzyna Niewiadoma (POL)     |                              |
| 2                                         | Ricarda Bauernfeind (GER)      |                              |
| 3                                         | Neve Bradbury (AUS)            |                              |
| 4                                         | Chloé Dygert (USA)             | DNS-9                        |
| 5                                         | Cecilie Uttrup Ludwig (DEN)    |                              |
| 6                                         | Soraya Paladin (ITA)           | DNF-7                        |
| 7                                         | Agnieszka Skalniak-Sójka (POL) | DNS-5                        |
| Sportsdirektør: Adam Szabó, Davide Arzeni |                                |                              |

| FDJ-Suez TFS                                  | FDJ-Suez TFS          | FDJ-Suez TFS |
| --------------------------------------------- | --------------------- | ------------ |
| Nr.                                           | Rytter                | Placering    |
| 11                                            | Demi Vollering (NED)  |              |
| 12                                            | Elise Chabbey (SUI)   |              |
| 13                                            | Amber Kraak (NED)     |              |
| 14                                            | Juliette Labous (FRA) |              |
| 15                                            | Marie Le Net (FRA)    |              |
| 16                                            | Évita Muzic (FRA)     |              |
| 17                                            | Ally Wollaston (NZL)  |              |
| Sportsdirektør: Flavien Soenen, Nicolas Maire |                       |              |

| Fenix-Deceuninck FDC                              | Fenix-Deceuninck FDC          | Fenix-Deceuninck FDC |
| ------------------------------------------------- | ----------------------------- | -------------------- |
| Nr.                                               | Rytter                        | Placering            |
| 21                                                | Pauliena Rooijakkers (NED)    |                      |
| 22                                                | Millie Couzens (GBR)          |                      |
| 23                                                | Yara Kastelijn (NED)          |                      |
| 24                                                | Flora Perkins (GBR)           |                      |
| 25                                                | Puck Pieterse (NED)           |                      |
| 26                                                | Christina Schweinberger (AUT) |                      |
| 27                                                | Marthe Truyen (BEL)           |                      |
| Sportsdirektør: Rik Van Slycke, Michel Cornelisse |                               |                      |

| EF Education-Oatly EFC                     | EF Education-Oatly EFC     | EF Education-Oatly EFC |
| ------------------------------------------ | -------------------------- | ---------------------- |
| Nr.                                        | Rytter                     | Placering              |
| 31                                         | Cédrine Kerbaol (FRA)      |                        |
| 32                                         | Letizia Borghesi (ITA)     |                        |
| 33                                         | Henrietta Christie (NZL)   |                        |
| 34                                         | Kristen Faulkner (USA)     | DNF-5                  |
| 35                                         | Alison Jackson (CAN)       |                        |
| 36                                         | Noemi Rüegg (SUI)          |                        |
| 37                                         | Magdeleine Vallieres (CAN) |                        |
| Sportsdirektør: Daniel Foder, Carmen Small |                            |                        |

| SD Worx-Protime SDW                       | SD Worx-Protime SDW        | SD Worx-Protime SDW |
| ----------------------------------------- | -------------------------- | ------------------- |
| Nr.                                       | Rytter                     | Placering           |
| 41                                        | Lotte Kopecky (BEL)        |                     |
| 42                                        | Mischa Bredewold (NED)     |                     |
| 43                                        | Elena Cecchini (ITA)       |                     |
| 44                                        | Femke Gerritse (NED)       |                     |
| 45                                        | Anna van der Breggen (NED) |                     |
| 46                                        | Blanka Kata Vas (HUN)      |                     |
| 47                                        | Lorena Wiebes (NED)        |                     |
| Sportsdirektør: Danny Stam, Christian Kos |                            |                     |

| Team Visma \| Lease a Bike TVL           | Team Visma \| Lease a Bike TVL | Team Visma \| Lease a Bike TVL |
| ---------------------------------------- | ------------------------------ | ------------------------------ |
| Nr.                                      | Rytter                         | Placering                      |
| 51                                       | Pauline Ferrand-Prévot (FRA)   |                                |
| 52                                       | Marion Bunel (FRA)             |                                |
| 53                                       | Femke de Vries (NED)           |                                |
| 54                                       | Lieke Nooijen (NED)            |                                |
| 55                                       | Eva van Agt (NED)              |                                |
| 56                                       | Marianne Vos (NED)             |                                |
| 57                                       | Imogen Wolff (GBR)             |                                |
| Sportsdirektør: Jan Boven, Jos van Emden |                                |                                |

| UAE Team ADQ UAD                            | UAE Team ADQ UAD           | UAE Team ADQ UAD |
| ------------------------------------------- | -------------------------- | ---------------- |
| Nr.                                         | Rytter                     | Placering        |
| 61                                          | Elisa Longo Borghini (ITA) | DNS-3            |
| 62                                          | Brodie Chapman (AUS)       | DNS-9            |
| 63                                          | Eleonora Gasparrini (ITA)  | DNS-4            |
| 64                                          | Lara Gillespie (IRL)       |                  |
| 65                                          | Maëva Squiban (FRA)        |                  |
| 66                                          | Karlijn Swinkels (NED)     | DNF-5            |
| 67                                          | Dominika Włodarczyk (POL)  |                  |
| Sportsdirektør: Cherie Pridham, Davide Gani |                            |                  |

| Movistar Team MOV                         | Movistar Team MOV           | Movistar Team MOV |
| ----------------------------------------- | --------------------------- | ----------------- |
| Nr.                                       | Rytter                      | Placering         |
| 71                                        | Marlen Reusser (SUI)        | DNF-1             |
| 72                                        | Aude Biannic (FRA)          |                   |
| 73                                        | Jelena Erić (SRB)           |                   |
| 74                                        | Liane Lippert (GER)         |                   |
| 75                                        | Ana Vitória Magalhães (BRA) |                   |
| 76                                        | Sara Martín Martín (ESP)    |                   |
| 77                                        | Mareille Meijering (NED)    |                   |
| Sportsdirektør: Jorge Sanz, Kelvin Dekker |                             |                   |

| Lidl-Trek LTK                                          | Lidl-Trek LTK              | Lidl-Trek LTK |
| ------------------------------------------------------ | -------------------------- | ------------- |
| Nr.                                                    | Rytter                     | Placering     |
| 81                                                     | Elisa Balsamo (ITA)        | DNF-5         |
| 82                                                     | Lucinda Brand (NED)        |               |
| 83                                                     | Niamh Fisher-Black (NZL)   |               |
| 84                                                     | Riejanne Markus (NED)      |               |
| 85                                                     | Emma Norsgaard Bjerg (DEN) |               |
| 86                                                     | Lauretta Hanson (AUS)      |               |
| 87                                                     | Shirin van Anrooij (NED)   |               |
| Sportsdirektør: Jeroen Blijlevens, Ina-Yoko Teutenberg |                            |               |

| AG Insurance-Soudal Team AGS                 | AG Insurance-Soudal Team AGS | AG Insurance-Soudal Team AGS |
| -------------------------------------------- | ---------------------------- | ---------------------------- |
| Nr.                                          | Rytter                       | Placering                    |
| 91                                           | Kimberley Le Court (MRI)     |                              |
| 92                                           | Shari Bossuyt (BEL)          |                              |
| 93                                           | Justine Ghekiere (BEL)       |                              |
| 94                                           | Sarah Gigante (AUS)          |                              |
| 95                                           | Ilse Pluimers (NED)          |                              |
| 96                                           | Julie Van de Velde (BEL)     |                              |
| 97                                           | Gladys Verhulst (FRA)        | DNF-9                        |
| Sportsdirektør: Stijn Steels, Jolien D'Hoore |                              |                              |

| Team Picnic PostNL TPP                         | Team Picnic PostNL TPP | Team Picnic PostNL TPP |
| ---------------------------------------------- | ---------------------- | ---------------------- |
| Nr.                                            | Rytter                 | Placering              |
| 101                                            | Charlotte Kool (NED)   | DNS-2                  |
| 102                                            | Francesca Barale (ITA) |                        |
| 103                                            | Rachele Barbieri (ITA) |                        |
| 104                                            | Georgi Pfeiffer (GBR)  |                        |
| 105                                            | Megan Jastrab (USA)    |                        |
| 106                                            | Franziska Koch (GER)   |                        |
| 107                                            | Nienke Vinke (NED)     |                        |
| Sportsdirektør: Callum Ferguson, Albert Timmer |                        |                        |

| Arkéa-B&B Hotels Women ARK                        | Arkéa-B&B Hotels Women ARK    | Arkéa-B&B Hotels Women ARK |
| ------------------------------------------------- | ----------------------------- | -------------------------- |
| Nr.                                               | Rytter                        | Placering                  |
| 111                                               | Valentina Cavallar (AUT)      | DNS-6                      |
| 112                                               | Lotte Claes (BEL)             |                            |
| 113                                               | Emilia Fahlin (SWE)           |                            |
| 114                                               | Clémence Latimier (FRA)       |                            |
| 115                                               | Titia Ryo (FRA)               |                            |
| 116                                               | Maurène Trégouët (FRA)        |                            |
| 117                                               | Marjolein van 't Geloof (NED) | DNF-5                      |
| Sportsdirektør: Grégoire Le Calvé, Gaël Le Bellec |                               |                            |

| Liv AlUla Jayco LIV                      | Liv AlUla Jayco LIV         | Liv AlUla Jayco LIV |
| ---------------------------------------- | --------------------------- | ------------------- |
| Nr.                                      | Rytter                      | Placering           |
| 121                                      | Letizia Paternoster (ITA)   |                     |
| 122                                      | Mavi García (ESP)           |                     |
| 123                                      | Jeanne Korevaar (NED)       |                     |
| 124                                      | Ruby Roseman-Gannon (AUS)   |                     |
| 125                                      | Silke Smulders (NED)        |                     |
| 126                                      | Monica Trinca Colonel (ITA) | DNF-5               |
| 127                                      | Ella Wyllie (NZL)           |                     |
| Sportsdirektør: Shawn Clarke, Gene Bates |                             |                     |

| Uno-X Mobility UXM                             | Uno-X Mobility UXM                  | Uno-X Mobility UXM |
| ---------------------------------------------- | ----------------------------------- | ------------------ |
| Nr.                                            | Rytter                              | Placering          |
| 131                                            | Katrine Aalerud (NOR)               | DNF-5              |
| 132                                            | Susanne Andersen (NOR)              | HD-8               |
| 133                                            | Teuntje Beekhuis (NED)              |                    |
| 134                                            | Maria Giulia Confalonieri (ITA)     | DNF-5              |
| 135                                            | Rebecca Koerner (DEN) (enkeltstart) | DNS-4              |
| 136                                            | Mie Bjørndal Ottestad (NOR)         | DNS-6              |
| 137                                            | Linda Zanetti (SUI)                 |                    |
| Sportsdirektør: Anna Badegruber, Martin Vestby |                                     |                    |

| Cofidis COF                                     | Cofidis COF             | Cofidis COF |
| ----------------------------------------------- | ----------------------- | ----------- |
| Nr.                                             | Rytter                  | Placering   |
| 141                                             | Victoire Berteau (FRA)  |             |
| 142                                             | Julie Bego (FRA)        |             |
| 143                                             | Eugenia Bujak (SLO)     | DNF-5       |
| 144                                             | Amalie Dideriksen (DEN) |             |
| 145                                             | Clara Koppenburg (GER)  |             |
| 146                                             | Hannah Ludwig (GER)     |             |
| 147                                             | Nadia Quagliotto (ITA)  |             |
| Sportsdirektør: Mélanie Briot, Magnus Bäckstedt |                         |             |

| Ceratizit Pro Cycling Team CTC             | Ceratizit Pro Cycling Team CTC | Ceratizit Pro Cycling Team CTC |
| ------------------------------------------ | ------------------------------ | ------------------------------ |
| Nr.                                        | Rytter                         | Placering                      |
| 151                                        | Sarah Van Dam (CAN)            |                                |
| 152                                        | Franziska Brauße (GER)         |                                |
| 153                                        | Kristýna Burlová (CZE)         | DNF-6                          |
| 154                                        | Elena Hartmann (SUI)           |                                |
| 155                                        | Daniek Hengeveld (NED)         |                                |
| 156                                        | Célia Le Mouël (FRA)           |                                |
| 157                                        | Dilyxine Miermont (FRA)        | DNS-8                          |
| Sportsdirektør: Claude Sun, Dirk Baldinger |                                |                                |

| Human Powered Health HPH                          | Human Powered Health HPH | Human Powered Health HPH |
| ------------------------------------------------- | ------------------------ | ------------------------ |
| Nr.                                               | Rytter                   | Placering                |
| 161                                               | Barbara Malcotti (ITA)   |                          |
| 162                                               | Thalita de Jong (NED)    |                          |
| 163                                               | Ruth Winder (USA)        |                          |
| 164                                               | Romy Kasper (GER)        |                          |
| 165                                               | Mona Mitterwallner (AUT) |                          |
| 166                                               | Marit Raaijmakers (NED)  |                          |
| 167                                               | Lily Williams (USA)      |                          |
| Sportsdirektør: Clark Sheehan, Enrico Campolunghi |                          |                          |

| St Michel-Preference Home-Auber 93 AUB     | St Michel-Preference Home-Auber 93 AUB | St Michel-Preference Home-Auber 93 AUB |
| ------------------------------------------ | -------------------------------------- | -------------------------------------- |
| Nr.                                        | Rytter                                 | Placering                              |
| 171                                        | Alicia González Blanco (ESP)           |                                        |
| 172                                        | Alison Avoine (FRA)                    |                                        |
| 173                                        | Lucie Fityus (AUS)                     | HD-2                                   |
| 174                                        | Emilie Morier (FRA)                    |                                        |
| 175                                        | Elyne Roussel (FRA)                    | DNF-7                                  |
| 176                                        | Ségolène Thomas (FRA)                  | HD-2                                   |
| 177                                        | Emily Watts (AUS)                      |                                        |
| Sportsdirektør: Stephan Gaudry, Tony Hurel |                                        |                                        |

| Laboral Kutxa-Fundación Euskadi LKF          | Laboral Kutxa-Fundación Euskadi LKF | Laboral Kutxa-Fundación Euskadi LKF |
| -------------------------------------------- | ----------------------------------- | ----------------------------------- |
| Nr.                                          | Rytter                              | Placering                           |
| 181                                          | Ane Santesteban (ESP)               |                                     |
| 182                                          | Alice Maria Arzuffi (ITA)           |                                     |
| 183                                          | Idoia Eraso (ESP)                   |                                     |
| 184                                          | Usoa Ostolaza (ESP)                 |                                     |
| 185                                          | Catalina Soto (CHI)                 |                                     |
| 186                                          | Alba Teruel Ribes (ESP)             | DNF-9                               |
| 187                                          | Laura Tomasi (ITA)                  |                                     |
| Sportsdirektør: Ion Lazkano, Peio Goikoetxea |                                     |                                     |

| Winspace Orange Seal WOS                                 | Winspace Orange Seal WOS      | Winspace Orange Seal WOS |
| -------------------------------------------------------- | ----------------------------- | ------------------------ |
| Nr.                                                      | Rytter                        | Placering                |
| 191                                                      | Karolina Perekitko (POL)      |                          |
| 192                                                      | Marine Allione (FRA)          |                          |
| 193                                                      | Nadia Gontova (CAN)           |                          |
| 194                                                      | Kiara Lylyk (CAN)             |                          |
| 195                                                      | Fiona Mangan (IRL)            |                          |
| 196                                                      | Marie-Morgane Le Deunff (FRA) | HD-2                     |
| 197                                                      | Constance Valentin (FRA)      |                          |
| Sportsdirektør: Jean Christophe Barbotin, Franck Renimel |                               |                          |

| VolkerWessels VWT                                  | VolkerWessels VWT           | VolkerWessels VWT |
| -------------------------------------------------- | --------------------------- | ----------------- |
| Nr.                                                | Rytter                      | Placering         |
| 201                                                | Eline Jansen (NED)          |                   |
| 202                                                | Valerie Demey (BEL)         |                   |
| 203                                                | Anne Dijkstra (NED)         |                   |
| 204                                                | Laura Molenaar (NED)        |                   |
| 205                                                | Maud Rijnbeek (NED)         |                   |
| 206                                                | Lonneke Uneken (NED)        |                   |
| 207                                                | Margot Vanpachtenbeke (BEL) |                   |
| Sportsdirektør: Larissa Havik, Marieke van Wanroij |                             |                   |

| Roland Le Dévoluy CGS                        | Roland Le Dévoluy CGS     | Roland Le Dévoluy CGS |
| -------------------------------------------- | ------------------------- | --------------------- |
| Nr.                                          | Rytter                    | Placering             |
| 211                                          | Morgane Coston (FRA)      |                       |
| 212                                          | Tamara Dronova-Balabolina |                       |
| 213                                          | Mia Griffin (IRL)         |                       |
| 214                                          | Elena Pirrone (ITA)       | HD-2                  |
| 215                                          | Kaja Rysz (POL)           |                       |
| 216                                          | Petra Stiasny (SUI)       |                       |
| 217                                          | Sylvie Swinkels (NED)     | DNF-2                 |
| Sportsdirektør: Sergej Klimov, Cédric Bugnon |                           |                       |

| Canyon//SRAM zondacrypto CSZ              | Canyon//SRAM zondacrypto CSZ   | Canyon//SRAM zondacrypto CSZ |
| ----------------------------------------- | ------------------------------ | ---------------------------- |
| Nr.                                       | Rytter                         | Placering                    |
| 1                                         | Katarzyna Niewiadoma (POL)     |                              |
| 2                                         | Ricarda Bauernfeind (GER)      |                              |
| 3                                         | Neve Bradbury (AUS)            |                              |
| 4                                         | Chloé Dygert (USA)             | DNS-9                        |
| 5                                         | Cecilie Uttrup Ludwig (DEN)    |                              |
| 6                                         | Soraya Paladin (ITA)           | DNF-7                        |
| 7                                         | Agnieszka Skalniak-Sójka (POL) | DNS-5                        |
| Sportsdirektør: Adam Szabó, Davide Arzeni |                                |                              |

| FDJ-Suez TFS                                  | FDJ-Suez TFS          | FDJ-Suez TFS |
| --------------------------------------------- | --------------------- | ------------ |
| Nr.                                           | Rytter                | Placering    |
| 11                                            | Demi Vollering (NED)  |              |
| 12                                            | Elise Chabbey (SUI)   |              |
| 13                                            | Amber Kraak (NED)     |              |
| 14                                            | Juliette Labous (FRA) |              |
| 15                                            | Marie Le Net (FRA)    |              |
| 16                                            | Évita Muzic (FRA)     |              |
| 17                                            | Ally Wollaston (NZL)  |              |
| Sportsdirektør: Flavien Soenen, Nicolas Maire |                       |              |

| Fenix-Deceuninck FDC                              | Fenix-Deceuninck FDC          | Fenix-Deceuninck FDC |
| ------------------------------------------------- | ----------------------------- | -------------------- |
| Nr.                                               | Rytter                        | Placering            |
| 21                                                | Pauliena Rooijakkers (NED)    |                      |
| 22                                                | Millie Couzens (GBR)          |                      |
| 23                                                | Yara Kastelijn (NED)          |                      |
| 24                                                | Flora Perkins (GBR)           |                      |
| 25                                                | Puck Pieterse (NED)           |                      |
| 26                                                | Christina Schweinberger (AUT) |                      |
| 27                                                | Marthe Truyen (BEL)           |                      |
| Sportsdirektør: Rik Van Slycke, Michel Cornelisse |                               |                      |

| EF Education-Oatly EFC                     | EF Education-Oatly EFC     | EF Education-Oatly EFC |
| ------------------------------------------ | -------------------------- | ---------------------- |
| Nr.                                        | Rytter                     | Placering              |
| 31                                         | Cédrine Kerbaol (FRA)      |                        |
| 32                                         | Letizia Borghesi (ITA)     |                        |
| 33                                         | Henrietta Christie (NZL)   |                        |
| 34                                         | Kristen Faulkner (USA)     | DNF-5                  |
| 35                                         | Alison Jackson (CAN)       |                        |
| 36                                         | Noemi Rüegg (SUI)          |                        |
| 37                                         | Magdeleine Vallieres (CAN) |                        |
| Sportsdirektør: Daniel Foder, Carmen Small |                            |                        |

| SD Worx-Protime SDW                       | SD Worx-Protime SDW        | SD Worx-Protime SDW |
| ----------------------------------------- | -------------------------- | ------------------- |
| Nr.                                       | Rytter                     | Placering           |
| 41                                        | Lotte Kopecky (BEL)        |                     |
| 42                                        | Mischa Bredewold (NED)     |                     |
| 43                                        | Elena Cecchini (ITA)       |                     |
| 44                                        | Femke Gerritse (NED)       |                     |
| 45                                        | Anna van der Breggen (NED) |                     |
| 46                                        | Blanka Kata Vas (HUN)      |                     |
| 47                                        | Lorena Wiebes (NED)        |                     |
| Sportsdirektør: Danny Stam, Christian Kos |                            |                     |

| Team Visma \| Lease a Bike TVL           | Team Visma \| Lease a Bike TVL | Team Visma \| Lease a Bike TVL |
| ---------------------------------------- | ------------------------------ | ------------------------------ |
| Nr.                                      | Rytter                         | Placering                      |
| 51                                       | Pauline Ferrand-Prévot (FRA)   |                                |
| 52                                       | Marion Bunel (FRA)             |                                |
| 53                                       | Femke de Vries (NED)           |                                |
| 54                                       | Lieke Nooijen (NED)            |                                |
| 55                                       | Eva van Agt (NED)              |                                |
| 56                                       | Marianne Vos (NED)             |                                |
| 57                                       | Imogen Wolff (GBR)             |                                |
| Sportsdirektør: Jan Boven, Jos van Emden |                                |                                |

| UAE Team ADQ UAD                            | UAE Team ADQ UAD           | UAE Team ADQ UAD |
| ------------------------------------------- | -------------------------- | ---------------- |
| Nr.                                         | Rytter                     | Placering        |
| 61                                          | Elisa Longo Borghini (ITA) | DNS-3            |
| 62                                          | Brodie Chapman (AUS)       | DNS-9            |
| 63                                          | Eleonora Gasparrini (ITA)  | DNS-4            |
| 64                                          | Lara Gillespie (IRL)       |                  |
| 65                                          | Maëva Squiban (FRA)        |                  |
| 66                                          | Karlijn Swinkels (NED)     | DNF-5            |
| 67                                          | Dominika Włodarczyk (POL)  |                  |
| Sportsdirektør: Cherie Pridham, Davide Gani |                            |                  |

| Movistar Team MOV                         | Movistar Team MOV           | Movistar Team MOV |
| ----------------------------------------- | --------------------------- | ----------------- |
| Nr.                                       | Rytter                      | Placering         |
| 71                                        | Marlen Reusser (SUI)        | DNF-1             |
| 72                                        | Aude Biannic (FRA)          |                   |
| 73                                        | Jelena Erić (SRB)           |                   |
| 74                                        | Liane Lippert (GER)         |                   |
| 75                                        | Ana Vitória Magalhães (BRA) |                   |
| 76                                        | Sara Martín Martín (ESP)    |                   |
| 77                                        | Mareille Meijering (NED)    |                   |
| Sportsdirektør: Jorge Sanz, Kelvin Dekker |                             |                   |

| Lidl-Trek LTK                                          | Lidl-Trek LTK              | Lidl-Trek LTK |
| ------------------------------------------------------ | -------------------------- | ------------- |
| Nr.                                                    | Rytter                     | Placering     |
| 81                                                     | Elisa Balsamo (ITA)        | DNF-5         |
| 82                                                     | Lucinda Brand (NED)        |               |
| 83                                                     | Niamh Fisher-Black (NZL)   |               |
| 84                                                     | Riejanne Markus (NED)      |               |
| 85                                                     | Emma Norsgaard Bjerg (DEN) |               |
| 86                                                     | Lauretta Hanson (AUS)      |               |
| 87                                                     | Shirin van Anrooij (NED)   |               |
| Sportsdirektør: Jeroen Blijlevens, Ina-Yoko Teutenberg |                            |               |

| AG Insurance-Soudal Team AGS                 | AG Insurance-Soudal Team AGS | AG Insurance-Soudal Team AGS |
| -------------------------------------------- | ---------------------------- | ---------------------------- |
| Nr.                                          | Rytter                       | Placering                    |
| 91                                           | Kimberley Le Court (MRI)     |                              |
| 92                                           | Shari Bossuyt (BEL)          |                              |
| 93                                           | Justine Ghekiere (BEL)       |                              |
| 94                                           | Sarah Gigante (AUS)          |                              |
| 95                                           | Ilse Pluimers (NED)          |                              |
| 96                                           | Julie Van de Velde (BEL)     |                              |
| 97                                           | Gladys Verhulst (FRA)        | DNF-9                        |
| Sportsdirektør: Stijn Steels, Jolien D'Hoore |                              |                              |

| Team Picnic PostNL TPP                         | Team Picnic PostNL TPP | Team Picnic PostNL TPP |
| ---------------------------------------------- | ---------------------- | ---------------------- |
| Nr.                                            | Rytter                 | Placering              |
| 101                                            | Charlotte Kool (NED)   | DNS-2                  |
| 102                                            | Francesca Barale (ITA) |                        |
| 103                                            | Rachele Barbieri (ITA) |                        |
| 104                                            | Georgi Pfeiffer (GBR)  |                        |
| 105                                            | Megan Jastrab (USA)    |                        |
| 106                                            | Franziska Koch (GER)   |                        |
| 107                                            | Nienke Vinke (NED)     |                        |
| Sportsdirektør: Callum Ferguson, Albert Timmer |                        |                        |

| Arkéa-B&B Hotels Women ARK                        | Arkéa-B&B Hotels Women ARK    | Arkéa-B&B Hotels Women ARK |
| ------------------------------------------------- | ----------------------------- | -------------------------- |
| Nr.                                               | Rytter                        | Placering                  |
| 111                                               | Valentina Cavallar (AUT)      | DNS-6                      |
| 112                                               | Lotte Claes (BEL)             |                            |
| 113                                               | Emilia Fahlin (SWE)           |                            |
| 114                                               | Clémence Latimier (FRA)       |                            |
| 115                                               | Titia Ryo (FRA)               |                            |
| 116                                               | Maurène Trégouët (FRA)        |                            |
| 117                                               | Marjolein van 't Geloof (NED) | DNF-5                      |
| Sportsdirektør: Grégoire Le Calvé, Gaël Le Bellec |                               |                            |

| Liv AlUla Jayco LIV                      | Liv AlUla Jayco LIV         | Liv AlUla Jayco LIV |
| ---------------------------------------- | --------------------------- | ------------------- |
| Nr.                                      | Rytter                      | Placering           |
| 121                                      | Letizia Paternoster (ITA)   |                     |
| 122                                      | Mavi García (ESP)           |                     |
| 123                                      | Jeanne Korevaar (NED)       |                     |
| 124                                      | Ruby Roseman-Gannon (AUS)   |                     |
| 125                                      | Silke Smulders (NED)        |                     |
| 126                                      | Monica Trinca Colonel (ITA) | DNF-5               |
| 127                                      | Ella Wyllie (NZL)           |                     |
| Sportsdirektør: Shawn Clarke, Gene Bates |                             |                     |

| Uno-X Mobility UXM                             | Uno-X Mobility UXM                  | Uno-X Mobility UXM |
| ---------------------------------------------- | ----------------------------------- | ------------------ |
| Nr.                                            | Rytter                              | Placering          |
| 131                                            | Katrine Aalerud (NOR)               | DNF-5              |
| 132                                            | Susanne Andersen (NOR)              | HD-8               |
| 133                                            | Teuntje Beekhuis (NED)              |                    |
| 134                                            | Maria Giulia Confalonieri (ITA)     | DNF-5              |
| 135                                            | Rebecca Koerner (DEN) (enkeltstart) | DNS-4              |
| 136                                            | Mie Bjørndal Ottestad (NOR)         | DNS-6              |
| 137                                            | Linda Zanetti (SUI)                 |                    |
| Sportsdirektør: Anna Badegruber, Martin Vestby |                                     |                    |

| Cofidis COF                                     | Cofidis COF             | Cofidis COF |
| ----------------------------------------------- | ----------------------- | ----------- |
| Nr.                                             | Rytter                  | Placering   |
| 141                                             | Victoire Berteau (FRA)  |             |
| 142                                             | Julie Bego (FRA)        |             |
| 143                                             | Eugenia Bujak (SLO)     | DNF-5       |
| 144                                             | Amalie Dideriksen (DEN) |             |
| 145                                             | Clara Koppenburg (GER)  |             |
| 146                                             | Hannah Ludwig (GER)     |             |
| 147                                             | Nadia Quagliotto (ITA)  |             |
| Sportsdirektør: Mélanie Briot, Magnus Bäckstedt |                         |             |

| Ceratizit Pro Cycling Team CTC             | Ceratizit Pro Cycling Team CTC | Ceratizit Pro Cycling Team CTC |
| ------------------------------------------ | ------------------------------ | ------------------------------ |
| Nr.                                        | Rytter                         | Placering                      |
| 151                                        | Sarah Van Dam (CAN)            |                                |
| 152                                        | Franziska Brauße (GER)         |                                |
| 153                                        | Kristýna Burlová (CZE)         | DNF-6                          |
| 154                                        | Elena Hartmann (SUI)           |                                |
| 155                                        | Daniek Hengeveld (NED)         |                                |
| 156                                        | Célia Le Mouël (FRA)           |                                |
| 157                                        | Dilyxine Miermont (FRA)        | DNS-8                          |
| Sportsdirektør: Claude Sun, Dirk Baldinger |                                |                                |

| Human Powered Health HPH                          | Human Powered Health HPH | Human Powered Health HPH |
| ------------------------------------------------- | ------------------------ | ------------------------ |
| Nr.                                               | Rytter                   | Placering                |
| 161                                               | Barbara Malcotti (ITA)   |                          |
| 162                                               | Thalita de Jong (NED)    |                          |
| 163                                               | Ruth Winder (USA)        |                          |
| 164                                               | Romy Kasper (GER)        |                          |
| 165                                               | Mona Mitterwallner (AUT) |                          |
| 166                                               | Marit Raaijmakers (NED)  |                          |
| 167                                               | Lily Williams (USA)      |                          |
| Sportsdirektør: Clark Sheehan, Enrico Campolunghi |                          |                          |

| St Michel-Preference Home-Auber 93 AUB     | St Michel-Preference Home-Auber 93 AUB | St Michel-Preference Home-Auber 93 AUB |
| ------------------------------------------ | -------------------------------------- | -------------------------------------- |
| Nr.                                        | Rytter                                 | Placering                              |
| 171                                        | Alicia González Blanco (ESP)           |                                        |
| 172                                        | Alison Avoine (FRA)                    |                                        |
| 173                                        | Lucie Fityus (AUS)                     | HD-2                                   |
| 174                                        | Emilie Morier (FRA)                    |                                        |
| 175                                        | Elyne Roussel (FRA)                    | DNF-7                                  |
| 176                                        | Ségolène Thomas (FRA)                  | HD-2                                   |
| 177                                        | Emily Watts (AUS)                      |                                        |
| Sportsdirektør: Stephan Gaudry, Tony Hurel |                                        |                                        |

| Laboral Kutxa-Fundación Euskadi LKF          | Laboral Kutxa-Fundación Euskadi LKF | Laboral Kutxa-Fundación Euskadi LKF |
| -------------------------------------------- | ----------------------------------- | ----------------------------------- |
| Nr.                                          | Rytter                              | Placering                           |
| 181                                          | Ane Santesteban (ESP)               |                                     |
| 182                                          | Alice Maria Arzuffi (ITA)           |                                     |
| 183                                          | Idoia Eraso (ESP)                   |                                     |
| 184                                          | Usoa Ostolaza (ESP)                 |                                     |
| 185                                          | Catalina Soto (CHI)                 |                                     |
| 186                                          | Alba Teruel Ribes (ESP)             | DNF-9                               |
| 187                                          | Laura Tomasi (ITA)                  |                                     |
| Sportsdirektør: Ion Lazkano, Peio Goikoetxea |                                     |                                     |

| Winspace Orange Seal WOS                                 | Winspace Orange Seal WOS      | Winspace Orange Seal WOS |
| -------------------------------------------------------- | ----------------------------- | ------------------------ |
| Nr.                                                      | Rytter                        | Placering                |
| 191                                                      | Karolina Perekitko (POL)      |                          |
| 192                                                      | Marine Allione (FRA)          |                          |
| 193                                                      | Nadia Gontova (CAN)           |                          |
| 194                                                      | Kiara Lylyk (CAN)             |                          |
| 195                                                      | Fiona Mangan (IRL)            |                          |
| 196                                                      | Marie-Morgane Le Deunff (FRA) | HD-2                     |
| 197                                                      | Constance Valentin (FRA)      |                          |
| Sportsdirektør: Jean Christophe Barbotin, Franck Renimel |                               |                          |

| VolkerWessels VWT                                  | VolkerWessels VWT           | VolkerWessels VWT |
| -------------------------------------------------- | --------------------------- | ----------------- |
| Nr.                                                | Rytter                      | Placering         |
| 201                                                | Eline Jansen (NED)          |                   |
| 202                                                | Valerie Demey (BEL)         |                   |
| 203                                                | Anne Dijkstra (NED)         |                   |
| 204                                                | Laura Molenaar (NED)        |                   |
| 205                                                | Maud Rijnbeek (NED)         |                   |
| 206                                                | Lonneke Uneken (NED)        |                   |
| 207                                                | Margot Vanpachtenbeke (BEL) |                   |
| Sportsdirektør: Larissa Havik, Marieke van Wanroij |                             |                   |

| Roland Le Dévoluy CGS                        | Roland Le Dévoluy CGS     | Roland Le Dévoluy CGS |
| -------------------------------------------- | ------------------------- | --------------------- |
| Nr.                                          | Rytter                    | Placering             |
| 211                                          | Morgane Coston (FRA)      |                       |
| 212                                          | Tamara Dronova-Balabolina |                       |
| 213                                          | Mia Griffin (IRL)         |                       |
| 214                                          | Elena Pirrone (ITA)       | HD-2                  |
| 215                                          | Kaja Rysz (POL)           |                       |
| 216                                          | Petra Stiasny (SUI)       |                       |
| 217                                          | Sylvie Swinkels (NED)     | DNF-2                 |
| Sportsdirektør: Sergej Klimov, Cédric Bugnon |                           |                       |